# Хуан Ліндо
Хуан Непомусено Фернандес Ліндо-і-Селая (16 травня 1790 — 23 квітня 1857) — центральноамериканський політик, тимчасовий президент республіки Сальвадор з 1841 до 1842 та президент Гондурасу з 1847 до 1852 року.

## Ранні роки
Народився в родині землевласника. Існує низка розбіжностей щодо років його життя: одні джерела подають рік його народження як 1770, інші джерела вважають роком його смерті 1853. 1814 року він отримав юридичний диплом в Університеті Сан-Карлос у Гватемалі. Після закінчення вишу працював на іспанську адміністрацію. Після здобуття Центральною Америкою незалежності від Іспанії займав посаду інтенданта провінції Комаягуа (1821). Став одним з ініціатором приєднання центральноамериканських країн до Мексиканської імперії Аґустіна де Ітурбіде.
1826 року був обраний до Законодавчої асамблеї Гондурасу. Наступного року надавав допомогу Хосе Хусто Мілья в його боротьбі з главою держави Діонісіо де Еррерою, в результаті якої останній зазнав поразки. Був депутатом Конституційної асамблеї, яку було скликано в червні 1838, та в якій він представляв Консервативну партію. У жовтні того ж року, займаючи місце в асамблеї, виступав за відокремлення Гондурасу від Центральноамериканської федерації.

## Президент Сальвадору
1840 року Ліндо виїхав до Сальвадору, де за допомогою генерала Франсіско Малеспіна став державним секретарем (жовтень 1840 — січень 1841). Після цього він був обраний на пост тимчасового глави держави Сальвадор (7 січня — 22 лютого 1841), замінивши на цьому посту полковника Кінтанілью. З 22 лютого 1841 до 1 лютого 1842 займав пост президента країни. Перепризначення відбулось у лютому 1841, коли Конституційна асамблея проголосила Сальвадор незалежним від Центральноамериканської федерації.
16 лютого 1841 року Конституційна асамблея ухвалила постанову про створення Університету Сальвадору. Ліндо видав указ про створення шкіл у кожному селі країни, що мали понад 150 жителів. Накладав штрафи на місцеву владу за відсутність шкіл або відсутність у них учнів.

## Президент Гондурасу
1842 року він повернувся на батьківщину й оселився в провінції Комаягуа. Після відмови генерала Франсіско Феррери від влади парламент обрав Ліндо на пост конституційного президента, який він займав з 12 лютого 1847 до 4 лютого 1848. Упродовж свого терміну він заснував Університет Гондурасу (Universidad Nacional Autónoma de Honduras) та ухвалив нову конституцію, відповідно до якої його було обрано на другий термін, що завершився 1 лютого 1852.
Під час його другої адміністрації в Гондурасі генерал Хосе Сантос Гвардіола, призначений Ліндо, здійснив заколот у Тегусігальпі проти Національної асамблеї з метою ув'язнення генерала Феррери та Коронадо Чавеса, які інтригували проти президента. Феррера та Чавес утекли до Сальвадору. Гвардіола згодом повстав проти Ліндо, проте зазнав поразки та вирушив у добровільне заслання.
Ліндо уклав союз із президентом Сальвадору Доротео Васконселосом щодо оголошення війни урядові Гватемали на чолі з Рафаелем Каррерою. Союзні війська вторглись до Гватемали, проте зазнали поразки в битві при Ла-Арада 2 лютого 1851 року.
Наприкінці його другого терміну генерал Хосе Тринідад Кабаньяс захопив владу. Ліндо ж пішов з політики й оселився в місті Грасіас, департамент Лемпіра, де й помер 1857 року.